# Southern Hockey League 1976/1977
Sezóna 1975/1976 byla 4. ročníkem Southern Hockey League. Vítězem se stal tým Hampton Gulls, který skončil na prvním místě.

## Základní část
| Vysvětlivka |
| ----------- |
| Vítěz       |

| Poř. | Tým                       | Z  | V  | R  | P | VG  | OG  | B  |
| ---- | ------------------------- | -- | -- | -- | - | --- | --- | -- |
| 1.   | Hampton Gulls             | 50 | 32 | 16 | 2 | 198 | 152 | 66 |
| 2.   | Tidewater Sharks          | 41 | 26 | 13 | 2 | 158 | 131 | 54 |
| 3.   | Charlotte Checkers        | 50 | 22 | 25 | 3 | 180 | 186 | 47 |
| 4.   | Baltimore Clippers        | 47 | 21 | 24 | 2 | 182 | 169 | 44 |
| 5.   | Richmond Wildcats         | 38 | 21 | 16 | 1 | 160 | 144 | 43 |
| 6.   | Greensboro Generals       | 40 | 15 | 24 | 1 | 140 | 173 | 31 |
| 7.   | Winston-Salem Polar Twins | 42 | 11 | 30 | 1 | 130 | 193 | 23 |

## Hráčské statistiky základní části

### Kanadské bodování
Toto je konečné pořadí hráčů podle dosažených bodů. Za jeden vstřelený gól nebo přihrávku na gól hráč získal jeden bod.
| Poř. | Hráč           | Tým                       | Záp. | G  | A  | Body |
| ---- | -------------- | ------------------------- | ---- | -- | -- | ---- |
| 1.   | Don Grierson   | Baltimore Clippers        | 45   | 30 | 45 | 75   |
| 2.   | Claude Chartre | Hampton Gulls             | 49   | 20 | 38 | 58   |
| 3.   | Paul O'Neil    | Hampton Gulls             | 48   | 21 | 34 | 55   |
| 4.   | Jack Surbey    | Charlotte Checkers        | 50   | 21 | 32 | 53   |
| 5.   | Ron Morgan     | Hampton Gulls             | 50   | 21 | 31 | 52   |
| 6.   | Ted Long       | Hampton Gulls             | 50   | 16 | 36 | 52   |
| 7.   | Dan Djakalovic | Hampton Gulls             | 45   | 18 | 30 | 48   |
| 8.   | Cam Colborne   | Charlotte Checkers        | 47   | 14 | 34 | 48   |
| 9.   | Pat Donnelly   | Hampton Gulls             | 46   | 23 | 24 | 47   |
| 10.  | Ken Gassoff    | Winston-Salem Polar Twins | 40   | 16 | 31 | 47   |

Záp. = Odehrané zápasy; G = Góly; A = Přihrávky na gól; Body = Body;